# Alloeonotus egregius
Alloeonotus egregius је врста стенице која припада фамилији Miridae.

## Распрострањење и станиште
Врста има понтско-медитеранско распрострањење, у Србији је бележена на југу земље на свега неколико локалитета. Насељава два типа станишта: 1) планинске регионе изнад 1000m надморске висине (већина налаза са Балкана је на висинама између 1000 и 1900m) и 2) степе источне Европе до око 370m, а истиче се и 3) прелазни тип станишта (степе, шуме храста, итд.).

## Опис
Тело је глатко без длака и сјајно. Антене и ноге су тамноцрвене боје са појединим црним сегментима. Глава, и већи део пронотума су црне боје. Доња ивица пронотума је светложуте до беле боје, за разлику од сличне врсте Alloeonotus fulvipes код које је цео пронотум црн. Средишњи део предњих крила (хемиелитре) је црне боје, а спољни делови су светло-жуте до беле боје. Карактеристика врсте је црна уздужна пруга са унутрашње стране предњих крила, за разлику од Alloeonotus fulvipes код које је присутна попречна црна пруга на крилима. Женке су краткокриле, а мужјаци дугокрили. Дужина тела женки је од 6,4mm до 6,8mm, а мужјака од 8,7mm до 9mm.

## Биологија
Одрасле јединке почињу да се јављају већ у мају (у зависности од региона) а бројније су током јуна и јула. Врста презимљава у стадијуму јајета и има једну генерацију годишње. Alloeonotus egregius је полифагна врста, као домаћин јављају се различите врсте листопадног дрвећа (често врсте из рода Quercus) али и зељасте биљке (врсте из породице Scrophulariaceae, Poaceae, Asteraceae, итд.).